# Mathieu Lemay
Mathieu Lemay, né en 1979 à Montréal, est un ingénieur et homme politique québécois. 
Élu député à l'Assemblée nationale du Québec lors des élections générales québécoises de 2014, il représente la circonscription électorale de Masson en tant que membre de la Coalition avenir Québec.

## Biographie
Né en 1979 à Montréal, Mathieu Lemay détient un baccalauréat en génie mécanique de l'École de technologie supérieure et un diplôme d’études supérieures spécialisées (DESS) en gestion du HEC Montréal. Il est analyste de système chez Bombardier pendant un an puis ingénieur de procédés chez Bridgestone de 2004 à 2010. Il est superviseur chez Pélican International de 2011 jusqu'à son élection.

### Vie politique
Il est élu député de Masson à l'Assemblée nationale du Québec lors des élections générales québécoises de 2014. Il obtient une courte majorité de 534 voix (38.35 %) sur Diane Gadoury-Hamelin, la député sortante du Parti québécois (36.80 %) dans une élection où le taux de participation est plus bas que la moyenne provinciale.

## Fonctions parlementaires
À la formation du cabinet fantôme de la Coalition, le 25 avril 2014, il devient le porte-parole du deuxième groupe d'opposition en matière d'affaires autochtones et le responsable de la région de Lanaudière. Du 2 juin 2014 au 16 septembre 2014, il est membre de la Commission des institutions avant de devenir membre de la Commission de l'aménagement du territoire. Depuis le 20 juin 2014, il est membre de la Section du Québec de l'Association parlementaire du Commonwealth et de la Délégation de l'Assemblée nationale pour les relations avec les États-Unis.
Dans le cadre de ces fonctions, le 10 février 2015, il dénonce la vente d'alcool sur la réserve de Kahnawake qui utilisait frauduleusement l'image de la Société des alcools du Québec tout en bénéficiant des exemptions de taxes, privant le gouvernement de milliers de dollars en revenus. Il est intervenu à de nombreuses reprises au sujet de la cimenterie de Port-Daniel–Gascons, critiquant le bilan environnemental du projet et le désir du Parti libéral du Québec de soustraire le projet aux évaluations environnementales du Bureau d'audiences publiques sur l'environnement. Le 11 mai 2015, il dénonce l'augmentation des tarifs de péage sur le pont de l'autoroute 25 de 26 % en estimant que c'est « une nouvelle attaque du gouvernement libéral envers la classe moyenne ».
Du 2 septembre 2015 au 23 août 2018, Mathieu Lemay exerce les fonctions de porte-parole de la CAQ en matière d'Environnement, de Développement durable, de Faune et de Parcs d'affaires autochtones, en plus d'être responsable de la région de Lanaudière.
Il est réélu lors des élections du 1er octobre 2018 et du 3 octobre 2022.

## Résultats électoraux
|                                                                                               | Nom                     | Parti            | Nombre de voix | %      | Maj.   |
| --------------------------------------------------------------------------------------------- | ----------------------- | ---------------- | -------------- | ------ | ------ |
|                                                                                               | Mathieu Lemay (sortant) | Coalition avenir | 18 195         | 51,6 % | 11 763 |
|                                                                                               | Stéphane Handfield      | Parti québécois  | 6 432          | 18,2 % | -      |
|                                                                                               | Émile Bellerose-Simard  | Québec solidaire | 4 610          | 13,1 % | -      |
|                                                                                               | François Truchon        | Conservateur     | 2 972          | 8,4 %  | -      |
|                                                                                               | Gabriel Bourret         | Libéral          | 2 723          | 7,7 %  | -      |
|                                                                                               | Marc-André Bélisle      | Vert             | 332            | 0,9 %  | -      |
| Total                                                                                         | Total                   | Total            | 35 264         | 100 %  |        |
| Le taux de participation lors de l'élection était de 71,2 % et 453 bulletins ont été rejetés. |                         |                  |                |        |        |

|                                                                                               | Nom                     | Parti            | Nombre de voix | %      | Maj.   |
| --------------------------------------------------------------------------------------------- | ----------------------- | ---------------- | -------------- | ------ | ------ |
|                                                                                               | Mathieu Lemay (sortant) | Coalition avenir | 17 565         | 53 %   | 11 038 |
|                                                                                               | Diane Gadoury-Hamelin   | Parti québécois  | 6 527          | 19,7 % | -      |
|                                                                                               | Stephane Durupt         | Québec solidaire | 4 451          | 13,4 % | -      |
|                                                                                               | Maryanne Beauchamp      | Libéral          | 3 606          | 10,9 % | -      |
|                                                                                               | Véronique Dubois        | Vert             | 699            | 2,1 %  | -      |
|                                                                                               | David Morin             | Conservateur     | 263            | 0,8 %  | -      |
| Total                                                                                         | Total                   | Total            | 33 111         | 100 %  |        |
| Le taux de participation lors de l'élection était de 72,9 % et 560 bulletins ont été rejetés. |                         |                  |                |        |        |

|                                                                                               | Nom                              | Parti            | Nombre de voix | %      | Maj. |
| --------------------------------------------------------------------------------------------- | -------------------------------- | ---------------- | -------------- | ------ | ---- |
|                                                                                               | Mathieu Lemay                    | Coalition avenir | 13 235         | 38,4 % | 534  |
|                                                                                               | Diane Gadoury-Hamelin (sortante) | Parti québécois  | 12 701         | 36,8 % | -    |
|                                                                                               | Wenet Féné                       | Libéral          | 5 869          | 17 %   | -    |
|                                                                                               | Joëlle St-Pierre                 | Québec solidaire | 2 168          | 6,3 %  | -    |
|                                                                                               | Pierre-Alexandre Bugeaud         | Option nationale | 289            | 0,8 %  | -    |
|                                                                                               | Éric Giroux                      | Conservateur     | 249            | 0,7 %  | -    |
| Total                                                                                         | Total                            | Total            | 34 511         | 100 %  |      |
| Le taux de participation lors de l'élection était de 69,5 % et 827 bulletins ont été rejetés. |                                  |                  |                |        |      |